# Oreste Conte
Oreste Conte (* 9. Juli 1919 in Udine; † 7. Oktober 1956 in Bergamo) war ein italienischer Radrennfahrer.

## Sportliche Laufbahn
Als Amateur siegte er im Eintagesrennen Coppa San Geo 1939 und 1941, einem der traditionsreichsten Straßenradrennen in Italien. 1939 gewann er zudem die Medaglia d’Oro Città di Monza sowie die Coppa San Geo.
Conte fuhr 1941 als Unabhängiger. 1942 wurde er Berufsfahrer im Radsportteam Viscontea und blieb bis 1954 als Radprofi aktiv. 1944 entschied er die Coppa Bernocchi vor Michele Motta und die Coppa Reggiolo für sich. Conte war im Giro d’Italia mehrfach auf Tagesabschnitten erfolgreich. Er gewann Etappen im Giro d’Italia 1946 (dreifach), 1947 (zweifach), 1948 (zweifach), 1949 (zweifach), 1950 (zweifach), 1951 (zweifach), 1952 und 1953. Insgesamt holte er 13 Etappensiege in dem heimischen Etappenrennen. Zu seiner Erfolgsbilanz gehörten auch ein Etappensieg in der Deutschland-Rundfahrt 1951 und im Rennen Milano–Modena 1947 vor Alfredo Martini. Im Rennen Mailand–Sanremo 1950 wurde er beim Sieg von Gino Bartali Dritter. Im Giro d’Italia startete er achtmal. 1946 wurde er 25., 1949 61., 1950 64., 1951 43., 1952 61. und 1953 31. des Gesamtklassements, 1947 und 1948 schied er aus. In der Tour de France 1948 schied er aus.